# Montagnes russes navette

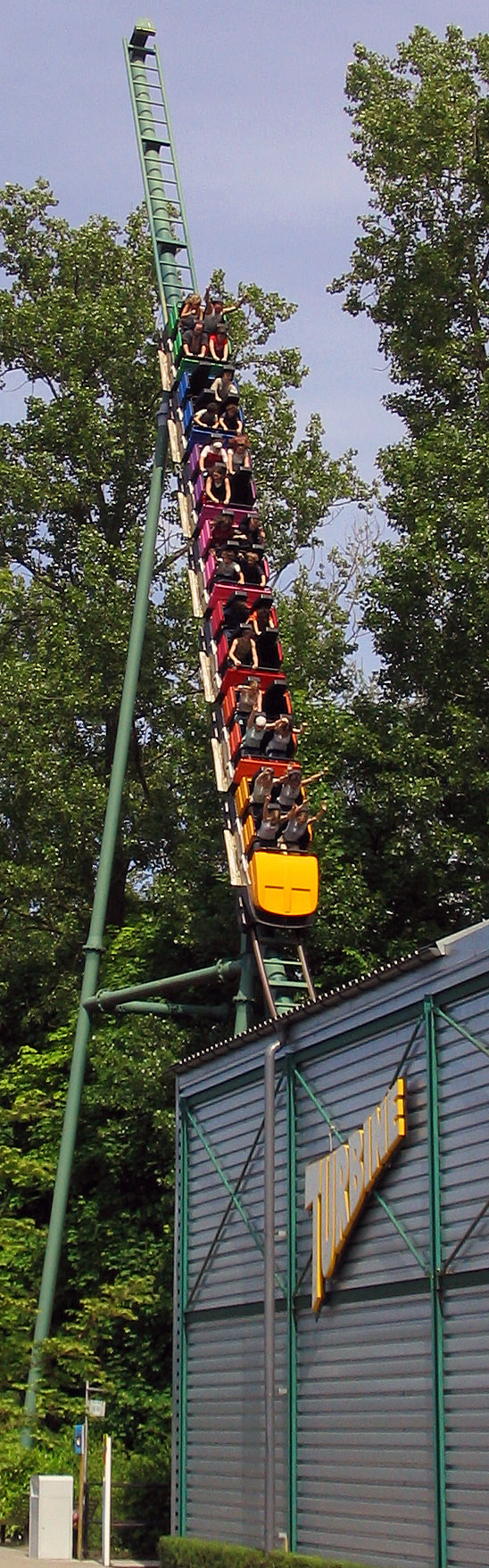
Turbine, montagnes russes navette du parc Walibi Belgium.

Les montagnes russes navette sont un type de montagnes russes dont le circuit n’est pas fermé. Les trains n’effectuent donc pas un circuit classique et sont amenés à faire une partie en marche arrière.
Les montagnes russes Vekoma du modèle boomerang et tous les modèles de Shuttle Loops font partie des montagnes russes navette.

## Histoire
Les deux premières montagnes russes navette furent construites en 1977. Un modèle fut développé par Anton Schwarzkopf sous le nom de King Kobra à Kings Dominion, et un autre par Arrow Dynamics sous le nom Black Widow à Six Flags New England.

## Variantes
- Reverse freefall coaster : Ce type de tracé débute par une traction des trains par un système Linear Induction Motors. Une fois le train dans une position quasi verticale, il est lâché et va, par son propre poids redescendre en marche arrière, et traverser la gare à vive allure. On peut citer comme exemples de ce modèle Superman: The Escape à Six Flags Magic Mountain et Tower of Terror de Dreamworld.
- Twisted impulse coaster : Dans ce type de tracé, le train en gare est propulsé à plat en avant. On peut citer comme exemples de ce modèle Vertical Velocity à Six Flags Great America et Wicked Twister à Cedar Point.